# Rendijs Šibass
Rendijs Šibass (1º maggio 1997) è un calciatore lettone, centrocampista dell'RFS Riga.

## Carriera

### Club
Cresciuto nel settore giovanile dello Skonto, ha esordito in Virslīga il 24 luglio 2017 con la maglia del Metta/LU nell'incontro perso 0-4 contro il Liepāja.

### Nazionale
Ha giocato nelle nazionali giovanili lettoni Under-18, Under-19 ed Under-21.

## Statistiche

### Presenze e reti nei club
Statistiche aggiornate al 28 febbraio 2022.
| Stagione        | Squadra         | Campionato      | Campionato | Campionato | Coppe nazionali | Coppe nazionali | Coppe nazionali | Coppe continentali | Coppe continentali | Coppe continentali | Altre coppe | Altre coppe | Altre coppe | Totale | Totale |
| Stagione        | Squadra         | Comp            | Pres       | Reti       | Comp            | Pres            | Reti            | Comp               | Pres               | Reti               | Comp        | Pres        | Reti        | Pres   | Reti   |
| --------------- | --------------- | --------------- | ---------- | ---------- | --------------- | --------------- | --------------- | ------------------ | ------------------ | ------------------ | ----------- | ----------- | ----------- | ------ | ------ |
| 2015            | Metta           | VL              | 1          | 0          | CL              | 1               | 0               |                    | -                  | -                  |             | -           | -           | 2      | 0      |
| 2016            | Metta           | VL              | 24         | 1          | CL              | 1               | 0               |                    | -                  | -                  |             | -           | -           | 25     | 1      |
| 2017            | Metta           | VL              | 22         | 1          | CL              | 1               | 0               |                    | -                  | -                  |             | -           | -           | 23     | 1      |
| 2018            | Metta           | VL              | 24         | 2          | CL              | 2               | 0               |                    | -                  | -                  |             | -           | -           | 26     | 2      |
| 2019            | Metta           | VL              | 28         | 0          | CL              | 1               | 0               |                    | -                  | -                  |             | -           | -           | 29     | 0      |
| 2020            | Metta           | VL              | 22         | 1          | CL              | 1               | 0               |                    | -                  | -                  |             | -           | -           | 23     | 1      |
| 2021            | Dalkurd         | E               | 19         | 1          | CS              | 0               | 0               |                    | -                  | -                  |             | -           | -           | 19     | 1      |
| 2022            | Auda Ķekava     | VL              | 0          | 0          | CL              | 0               | 0               |                    | -                  | -                  |             | -           | -           | 0      | 0      |
| Totale carriera | Totale carriera | Totale carriera | 140        | 6          |                 | 7               | 0               |                    | -                  | -                  |             | -           | -           | 147    | 6      |

## Palmarès

### Competizioni nazionali
- Coppa di Lettonia: 1

Auda Ķekava: 2022
- Supercoppa di Lettonia: 1

RFS Riga: 2025